# Hylomyscus parvus
Hylomyscus parvus es una especie de roedor de la familia Muridae.

## Distribución geográfica
Se encuentra en Camerún República Centroafricana, República del Congo, República Democrática del Congo, Gabón y, posiblemente, en Guinea Ecuatorial.

## Hábitat
Su hábitat natural son: los bosques de zonas tropicales o subtropicales.